# Progonica
Progonica é um gênero de traça pertencente à família Agonoxenidae.